# 623031 Cartaya
623031 Cartaya este o planetă minoră (asteroid) din centura de asteroizi. A fost descoperită pe 28 martie 2015 la  de . 
Obiectul prezintă o orbită caracterizată de o semiaxă mare de 2,4757230373036 UAi, o excentricitate de 0,20371479562557, o înclinație de 1,8392638652018 ° în raport cu ecliptica.